# Stephen Hwang
Stephen Hwang, född 26 november 1956 i Mullsjö, är en svensk professor i fysik. Sedan 20 mars 2017 är han rektor vid Högskolan i Halmstad. Han är son till Hwang Tsu-yü, kinesisk-svensk författare, matematiker och översättare.
Stephen Hwang studerade till civilingenjör i teknisk fysik vid Chalmers tekniska högskola i Göteborg. Han fortsatte med forskarutbildning på samma plats och avlade doktorsexamen i teoretisk fysik 1986. Därefter var Hwang forskare vid University of Texas (i en forskningsgrupp hos nobelpristagaren Steven Weinberg) i två år. Sedan var han två år vid Cernlaboratoriet i Genève. 1991 återvände han till Chalmers och blev docent där. Hwangs egen forskning inom elementarpartikelfysik inriktar sig på supersträngteori.
Hwang flyttade 1995 till Karlstads universitet där han 2000 blev professor i fysik. Vid Karlstads universitet har han även varit dekan, forskningsledare och ledamot i universitetets ledningsgrupp.
Den 3 juni 2009 blev Hwang föreslagen som rektor för det nya Linnéuniversitetet. Regeringen utsåg den 27 augusti 2009 honom till rektor för Linnéuniversitetet från dess bildande 1 januari 2010 till 31 december 2015. Förordnandet förlängdes sedan med tre år till 31 december 2018. 
I december 2016 föreslogs Hwang som rektor vid Högskolan i Halmstad.
Denna tjänst tillträdde han 20 mars 2017.